# Gymnascella confluens
Gymnascella confluens är en svampart som först beskrevs av Sartory & Bainier, och fick sitt nu gällande namn av Currah 1985. Gymnascella confluens ingår i släktet Gymnascella och familjen Gymnoascaceae.   Inga underarter finns listade i Catalogue of Life.